# Най-доброто от Сигнал
Най-доброто на Сигнал е осмият поред музикален албум на българската рок група Сигнал. Албумът е компилация от най-големите хитове на групата дотогава.
Забележка:
На обложката на диска заглавието на албума е посочено като „Най-доброто на Сигнал“, а на самия диск е „Най-доброто от Сигнал“.

## Списък на песните
1. Скъп спомен мой
2. Каскадьори
3. Може би
4. Да те жадувам
5. Радио
6. Щастливец
7. Спри се
8. Мина и Лора
9. Мъже
10. Любов
11. До утре вечер
12. Липсваш ми
13. Зелени сигнали
14. Приказен свят
15. Сбогом
16. Довиждане